# Rommenhöller-Denkmal

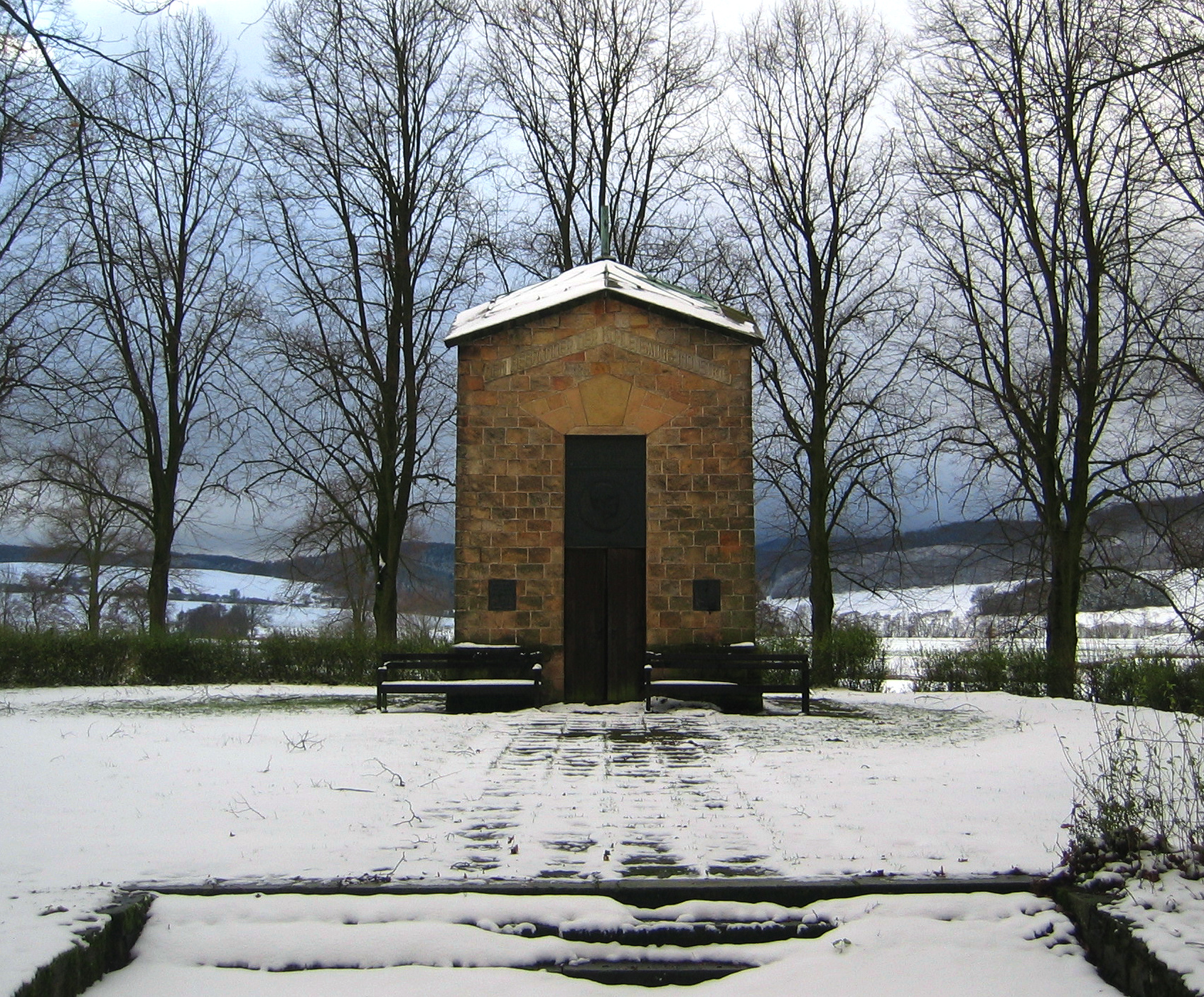
Rommenhöller-Denkmal in Herste 2008

Das Rommenhöller-Denkmal ist eine 1932 eingeweihte Denkmalanlage zu Ehren des Unternehmers Carl Gustav Rommenhöller am südlichen Ortsrand des Bad Driburger Stadtteils Herste in Nordrhein-Westfalen, Deutschland. Sie befindet sich nahe dem Hellebach am Fuß des Löwenbergs an der Schmechtener Straße (K 19) direkt an der Abfahrt Herste/Schmechten der B 64 zwischen Driburg und Brakel. Die Anlage besteht im Wesentlichen aus einem „Sprudel-“ oder „Brunnenhaus“ genannten Bauwerk und einer landschaftsbildprägenden zweireihigen Allee.

## Geschichte

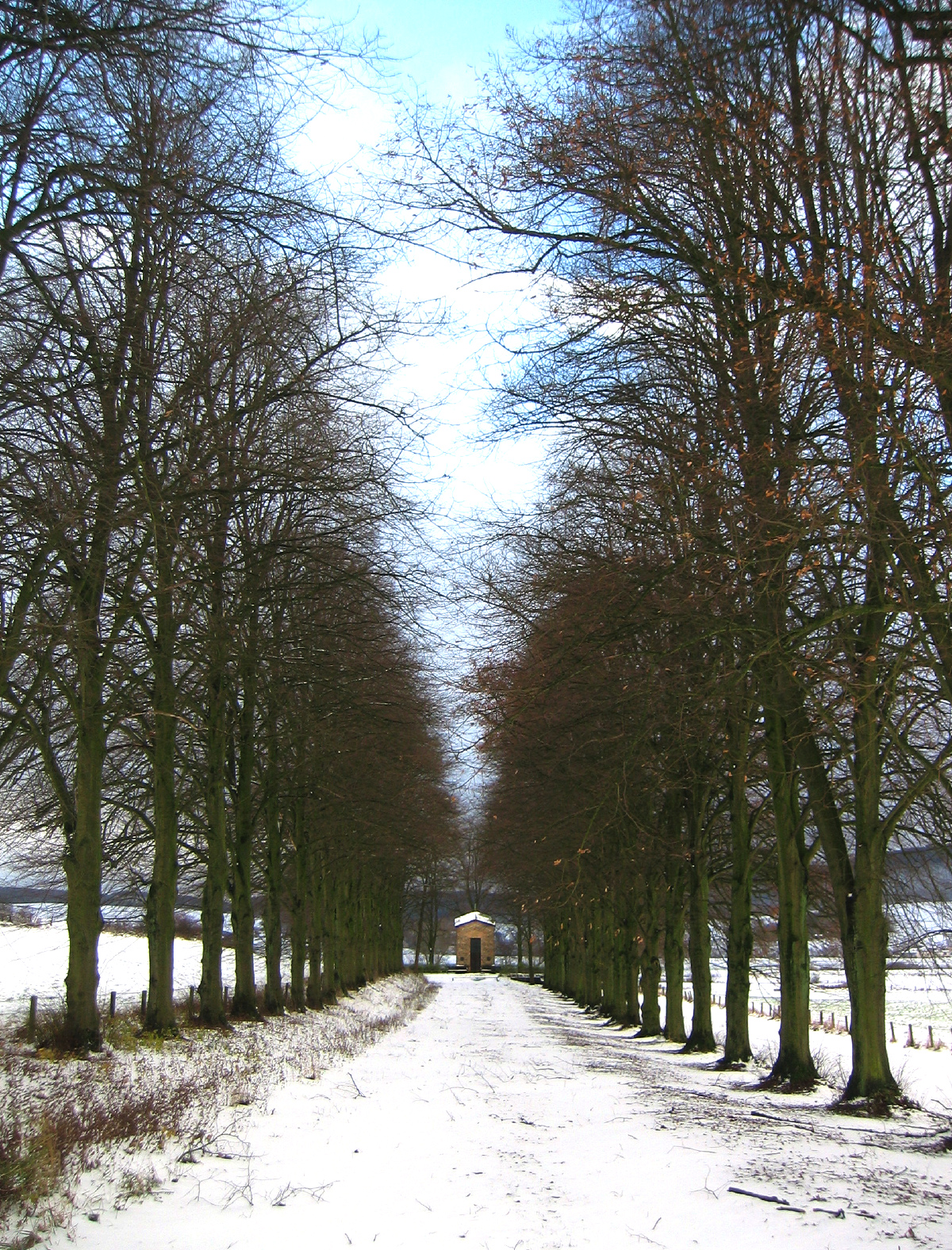
Blick vom Beginn der Lindenallee aufs „Sprudelhaus“

Entlang mehrerer tektonischer Störungen bzw. Verwerfungen – unter anderem an der Osningachse und der Driburger Achse – befinden sich im östlichen Vorland des Eggegebirges zahlreiche Mineralquellen und mehrere ergiebige Kohlensäure-Vorkommen.
Der erste „Riesensprudel“ in Herste, der Westfalia-Sprudel, wurde 1894 erschlossen; er versorgte damals große Teile des Deutschen Kaiserreichs mit Kohlensäure.
1925 wurde das Herster Kohlensäure-Feld mit dem ebenfalls sehr ergiebigen Carl-Gustav-Sprudel am Ort des heutigen Kulturdenkmals erneut angebohrt. Die gewonnene Kohlensäure wurde von der C. G. Rommenhöller Aktiengesellschaft im angrenzenden Ort industriell weiter verarbeitet, in Druckbehälter abgefüllt und dann ab Werk zumeist per Eisenbahn (Eggebahn) transportiert.
Carl Gustav Rommenhöller nahm mit seinen auch in anderen deutschen Orten und weiteren Ländern tätigen Kohlensäurewerken eine maßgebliche Position in der frühen Kohlensäureindustrie ein. Ihm zu Ehren wurde ein Jahr nach seinem Tod das Ehrenmal in Herste eingeweiht. Anwesend waren bei dem feierlichen Ereignis am 22. Mai 1932 die Familie Rommenhöller und viele Festgäste, unter anderem Vertreter der Kohlensäureindustrie aus Deutschland, den Niederlanden, Österreich, Luxemburg und England.
Seit Ende des 20. Jahrhunderts befindet sich das Rommenhöller-Denkmal im Besitz der Firma Linde (zuvor AGA-Gas), die seither die weiterhin am nördlichen Dorfrand Herstes befindliche Kohlensäureproduktion betreibt.
Das Denkmal war im April 2008 Denkmal des Monats in Westfalen-Lippe.

## Grünanlage
Der eingezäunte und von landwirtschaftlich genutzten Flächen umgebene Ehrenhain ist etwa einen halben Hektar groß. Die Gesamtlänge des Grundstücks beträgt rund 180 m, die maximale Breite auf Höhe des Sprudelhauses gut 40 m.
Weithin sichtbar ist die etwa 140 m lange Lindenallee, die um das Gebäude exedraartig in einem Halbkreis endet. Die historische „Brunnenallee“ ist auf gerader Linie in Ostnordost–Westsüdwest-Richtung angelegt und rahmt gemeinsam mit niedrigen Hainbuchenhecken den Erschließungs-Stichweg ein, der vom unauffällig gestalteten Eingangstor an der Schmechtener Straße zum Denkmalgebäude führt. Dieses liegt mit zwei Stufen leicht erhöht auf einer Terrasse.
Gepflegt wird die frei zugängliche Grünanlage mit dem Sprudelhaus vorwiegend von den Herster Vereinen.

## Sprudelhaus

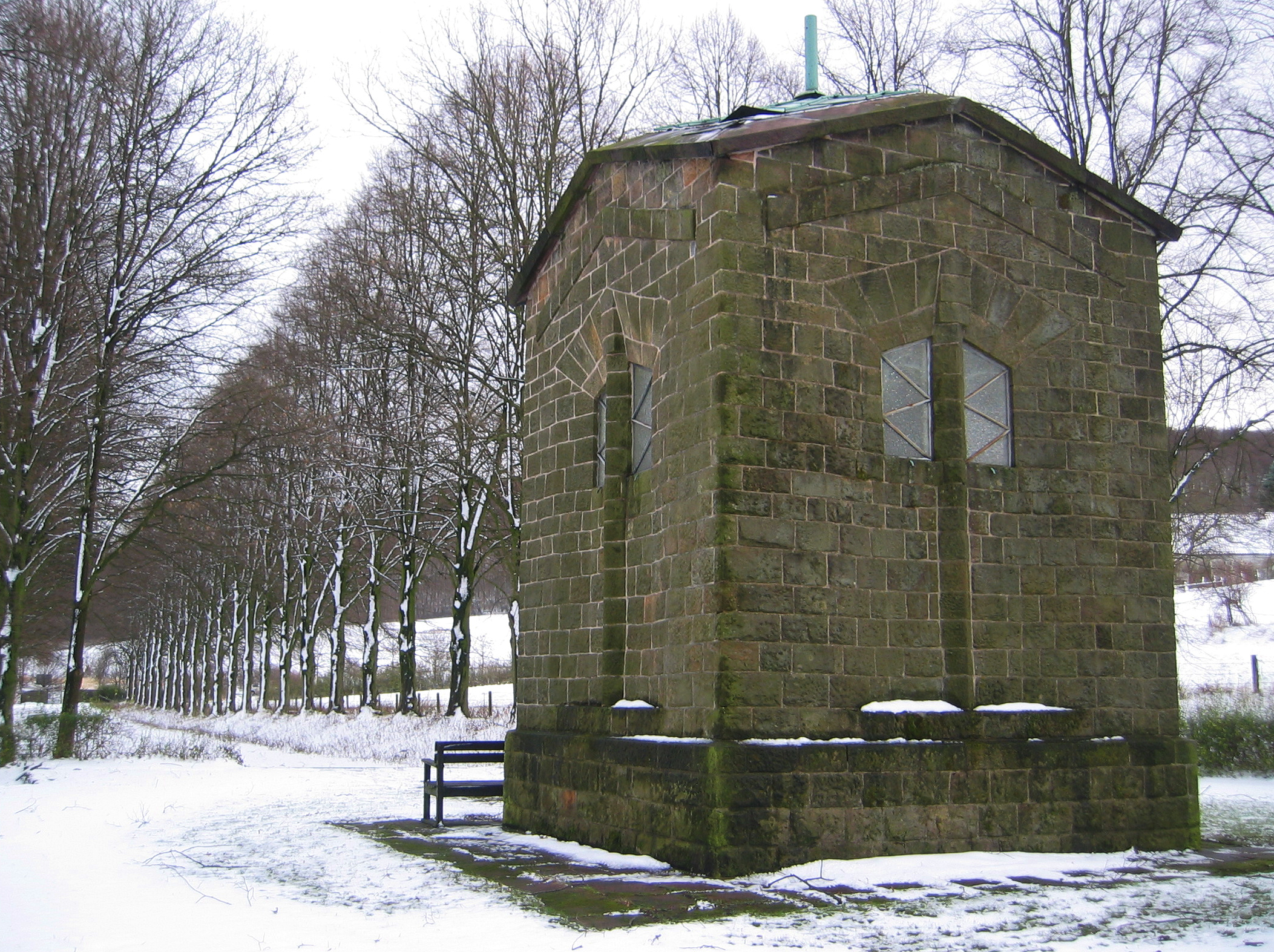
Gebäuderückseite mit Blick auf die Allee und den Löwenberg im Hintergrund

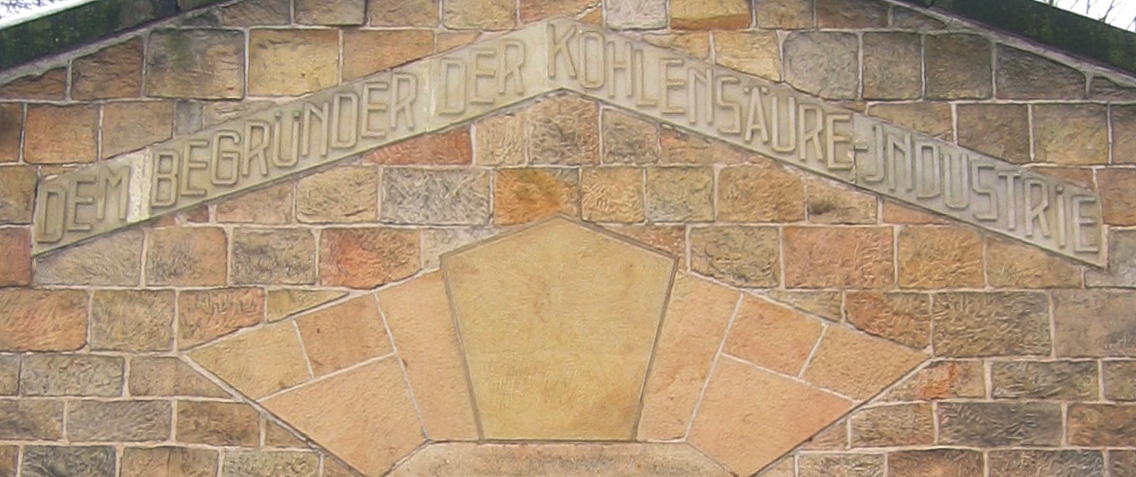
Portal-Bekrönung und Spruchband „Dem Begründer der Kohlensäure-Industrie“

Der im expressionistischen Stil mit romanischen Anleihen errichtete Zentralbau, das so genannte „Sprudel-“ oder „Brunnenhaus“, wurde über der Mofette des nach dem Firmengründer benannten Carl-Gustav-Sprudels errichtet. Das Gebäude aus grob gespitzten Sandsteinquadern hat einen quadratischen Grundriss und ist höher als breit. Über vier niedrigen Dreiecksgiebeln bildet das teils mit Kupfer belegte gefaltete Zeltdach einen flachen „Rautenhelm“. Durch die Formgebung der Steine über dem Portal wird auch ein wenig altägyptische Architektursprache aufgegriffen.
An der nach Ostnordost zur Allee weisenden Eingangsseite befindet sich eine schlichte zweiflügelige Holztür. Sie bildet gemeinsam mit zwei darüber eingelassenen rechteckigen Bronzetafeln und einer daran giebelartig anschließenden Bekrönung aus 10 oberflächig glatteren Sandsteinblöcken ein überhohes Portal. Zwischen Portal und Giebel ist ergänzend ein steinernes Spruchband mit den herausgemeißelten Worten „Dem Begründer der Kohlensäure-Industrie“ angebracht. Auf den anderen drei gleichgestaltigen Seiten des Denkmals sind in der oberen Hälfte schräg gegliederte Zwillings-Sprossenfenster ins Mauerwerk eingelassen. Geprägt wird der Bau weiterhin durch die klar hervortretenden Mittelpfosten der Fenster, die vom leicht vorspringendem Sockel bis knapp unter die Giebel reichen. An ihren oberen Enden gehen sie jeweils in einige pfeilförmig angeordnete und sich dadurch optisch vom restlichen Mauerwerksverband abhebende Steine über. Diese senkrechte Formgebung erinnert an die aus der Erde nach oben „sprudelnde“ Kohlensäure. Verstärkt wird dieser Eindruck noch durch einfache Steinbänder, die der Form der Traufe folgen und knapp unter ihr leicht reliefartig eingearbeitet sind. Ihre Anordnung entspricht dem Spruchband auf der Portalseite.
Die obere Bronzetafel über der Tür nennt in zwei Reihen den vollen Namen Rommenhöllers sowie seine Lebensdaten: „Carl Gustav Rommenhöller“ und „1853–1931“. Die größere Bronzetafel darunter wurde vom niederländischen Bildhauer Jacob Jan van Goor (1874–1956) gestaltet und zeigt ein kreisrundes Medaillon mit einem Porträt Rommenhöllers. Die Künstlersignatur „Jac. J. van Goor“ befindet sich am unteren Rand des Medaillons.
Neben der Tür wurden später drei weitere Bronzetafeln angebracht: Links eine mit der zweireihigen Inschrift „Paul Werner 1889–12. Februar 1939“ sowie darunter eine mit der gleichfalls zweireihigen Inschrift „Martin Frank 1886–15. August 1944“, rechts eine mit Namensumschrift versehene Medaillontafel mit einem Porträt Hans Rommenhöllers, die durch die zweizeilige Inschrift „1884–1962 AD 1984“ ergänzt ist.
Das einräumige Innere des Brunnenhauses ist über drei hinabführende Stufen zu erreichen. Der Innenraum ist technisch-zweckmäßig gehalten. In ihm befindet sich das oberirdische, mit Absperrventilen gesicherte Gestänge des Sprudels, dessen Druckrohr bis über die Dachmitte hinaus führt und von außen sichtbar ist.

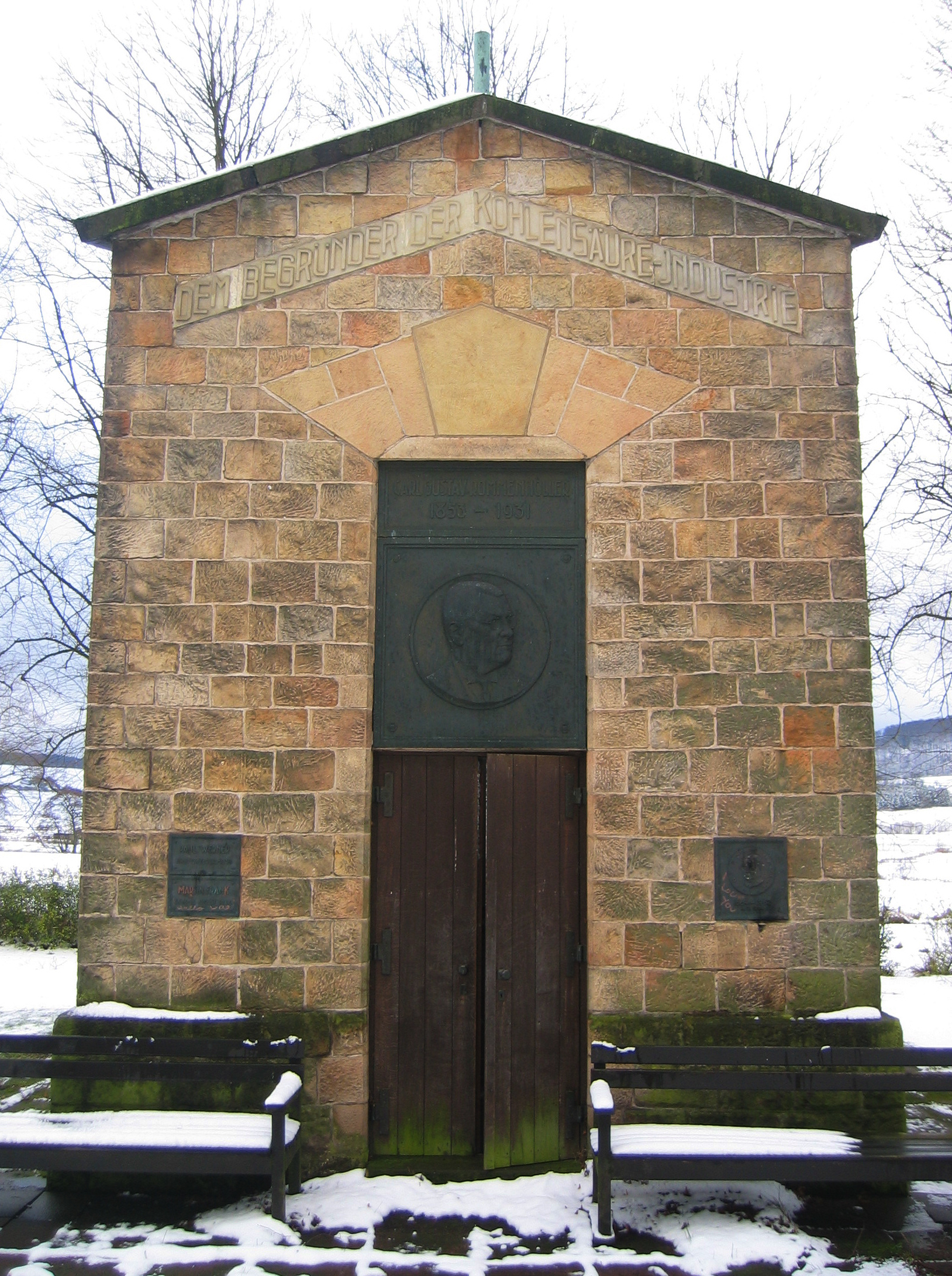
Portalseite des Sprudelhauses mit Holztür und zwei Ruhebänken
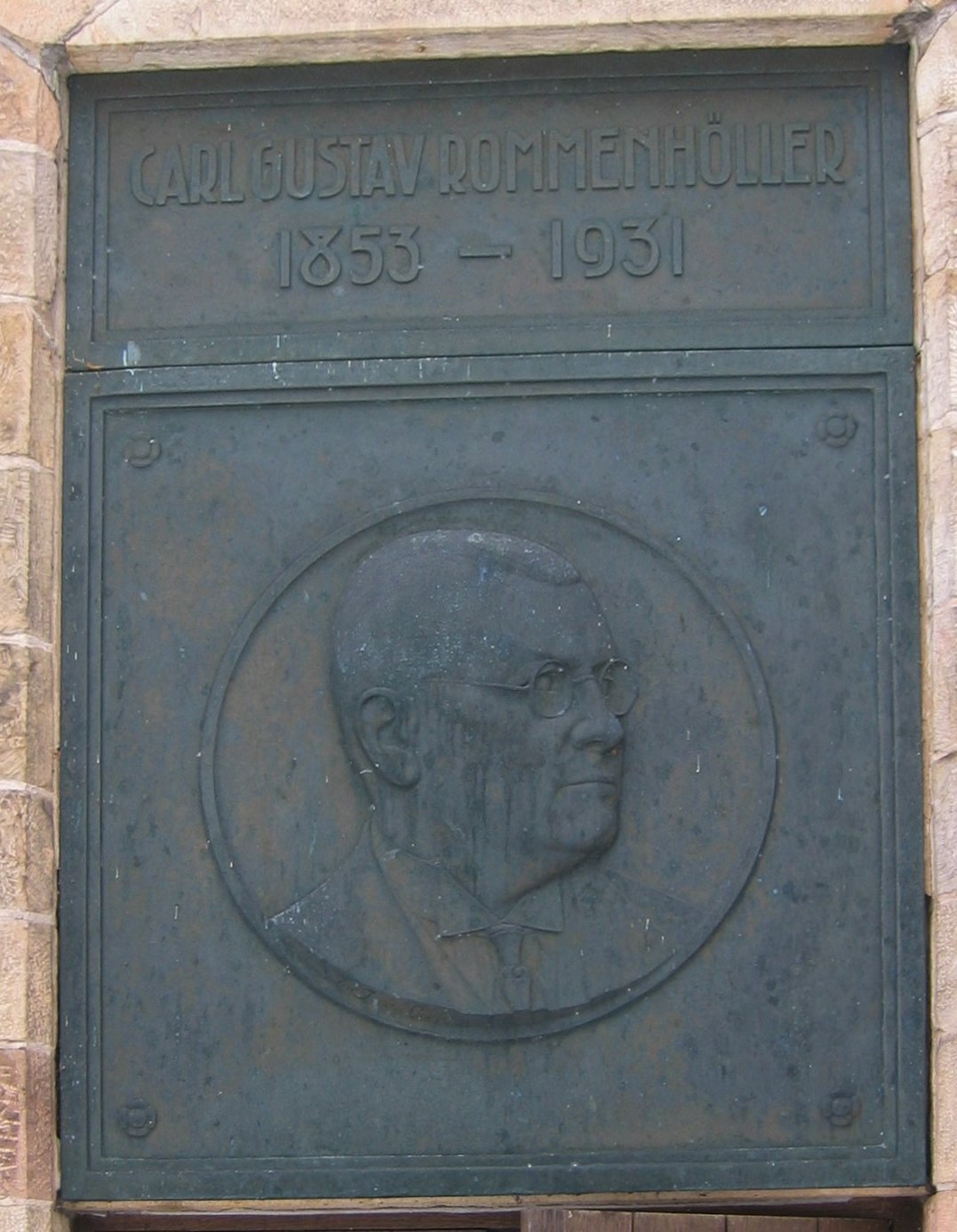
Bronzetafeln mit Porträt C. G. Rommenhöllers über der Tür
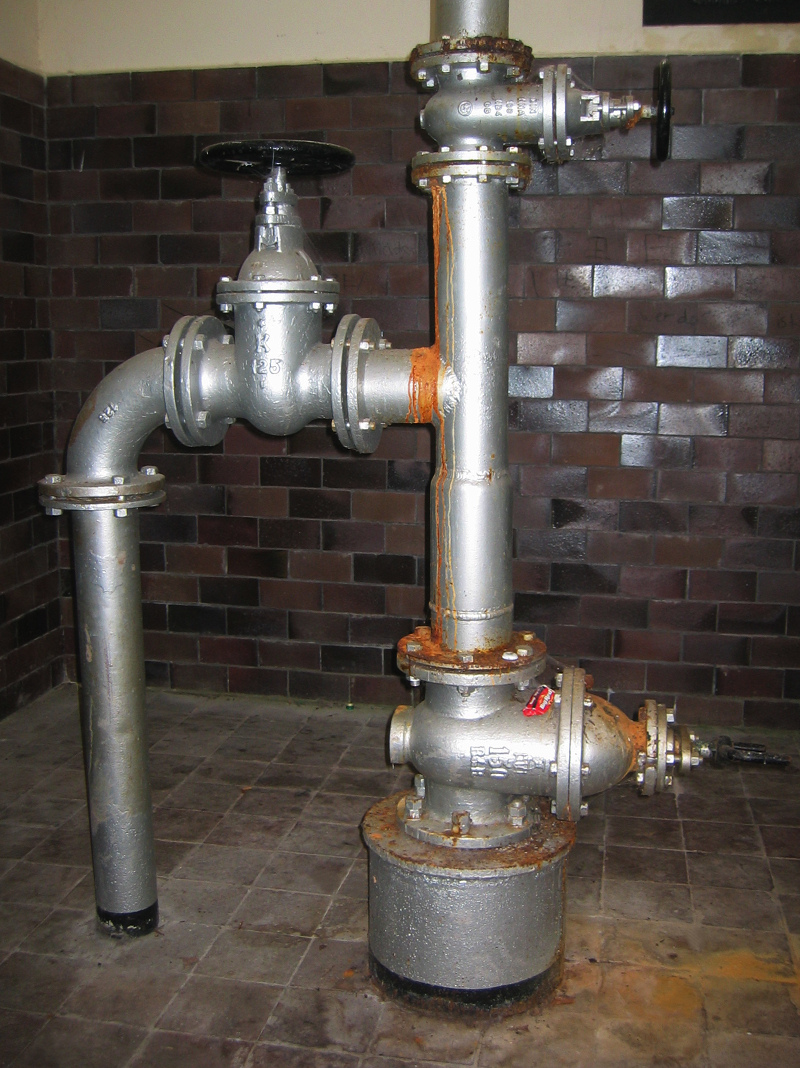
Gestänge des Carl-Gustav-Sprudels im Inneren
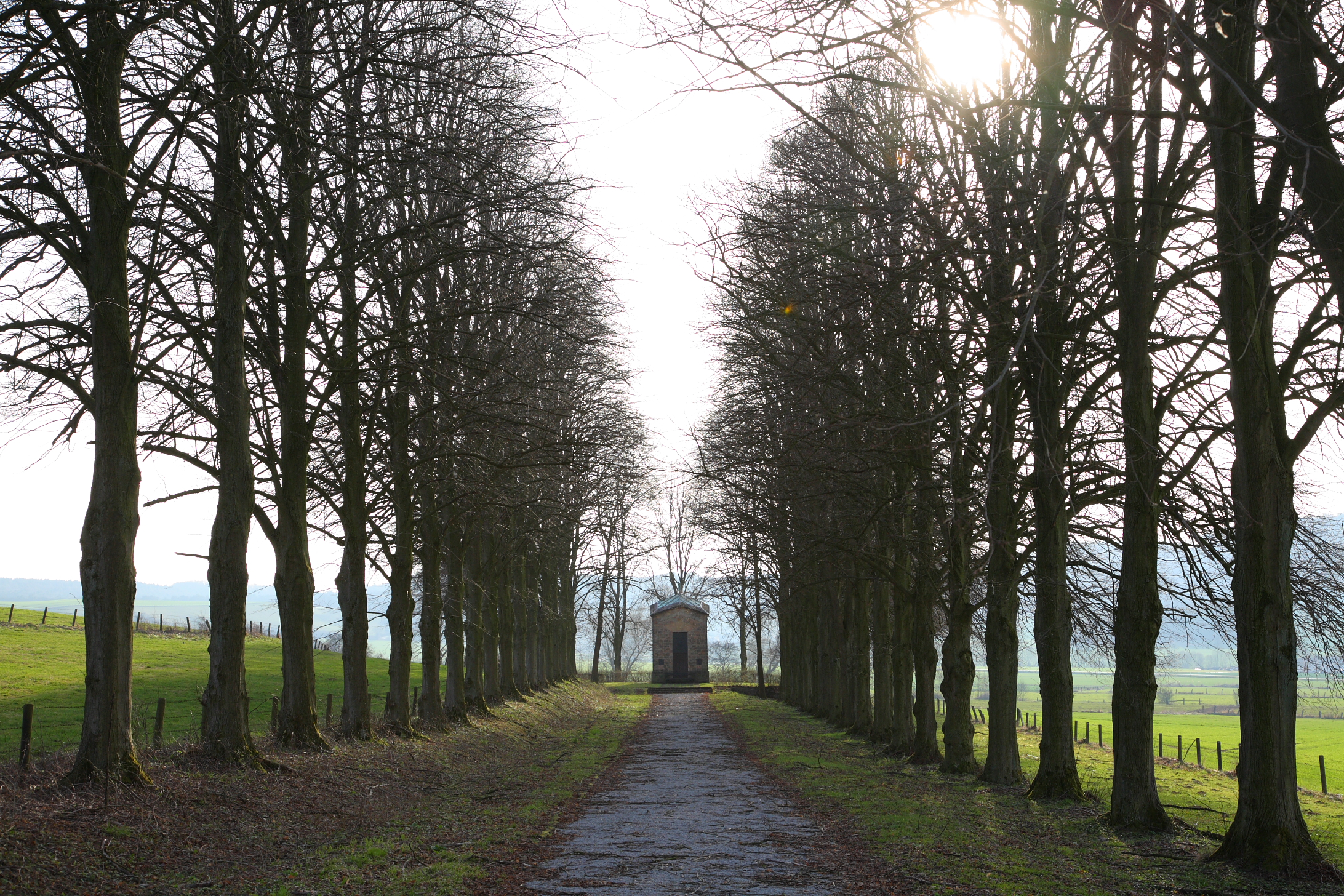
Blick vom Beginn der Lindenallee im Frühling 2010